# Наринян, Римма Анатольевна

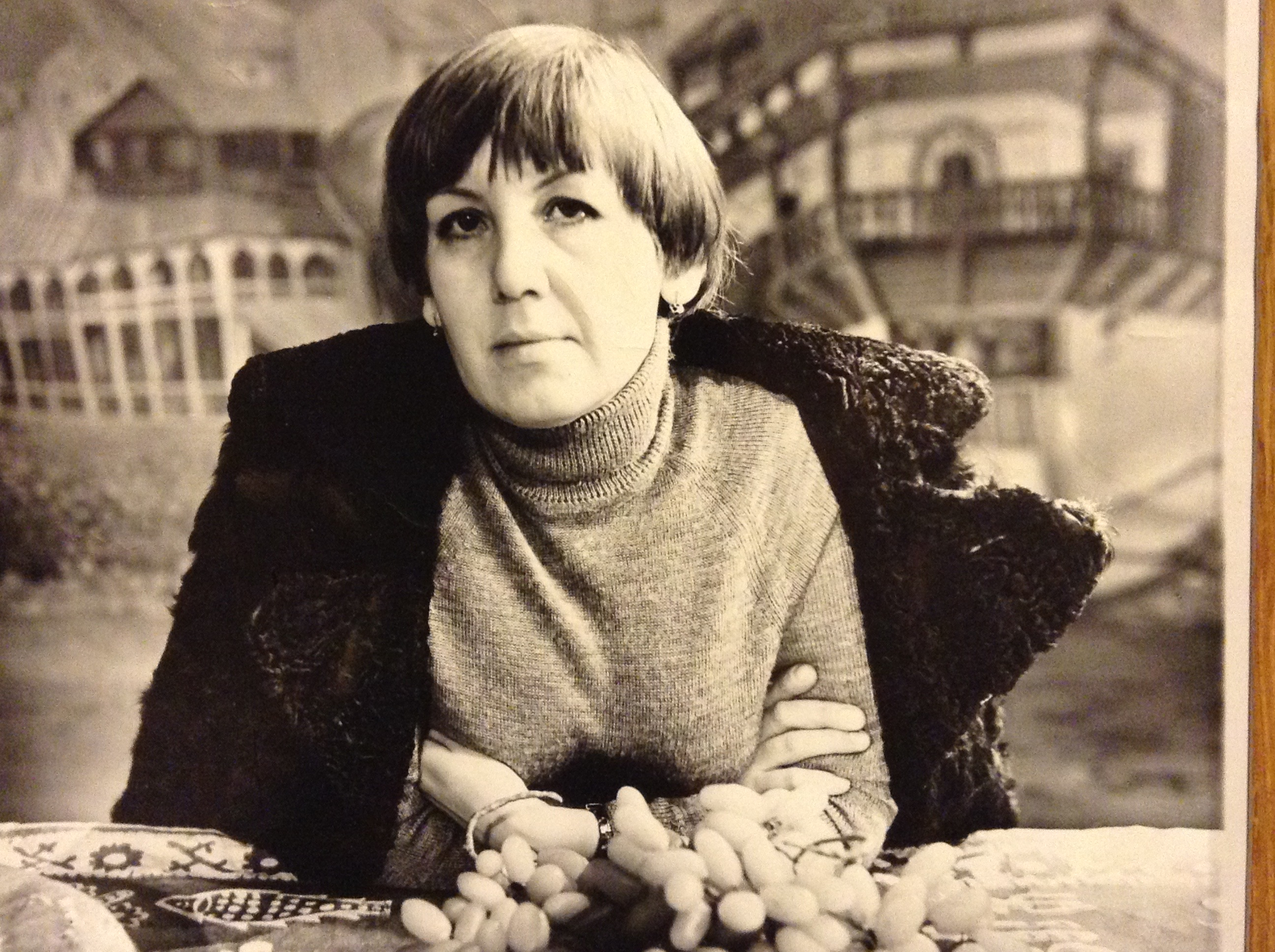

Римма Анатольевна Наринян ( девичая фамилия Червонцева) (17 сентября 1936 — 11 мая 2014) — советский художник-график, портретист, художник-постановщик. Член союза художников СССР.

## Биография
Римма Червонцева родилась 17 сентября 1936 года в Ленинграде. Мать Антонина Георгиевна Червонцева была инженером-гидростроителем, закончила Политехнический институт, работала в Гидропроекте, участвовала в проектировании ДнепроГЭС и других советских строек.  Отец — Червонцев Анатолий Иванович был военным инженером. Был засекречен. В начале сороковых годов семья переехала в Москву. Из Москвы семья была отправлена в эвакуацию в Куйбышев. После войны вернулась в Москву, где Римма Анатольевна окончила среднюю школу и Московский педагогический институт по специальности «учитель рисования и черчения».
Во время VI Всемирного фестиваля молодежи и студентов в Москве в 1957 году познакомилась с молодым инженером - кораблестроителем из Ленинграда Михаилом Нариняном. И после окончания института переехала в Ленинград, вышла замуж за Михаила, в 1963 году родила дочь Евгению.
Работала на фабрике по росписи тканей, художником-оформителем в ДЛТ.
С 1970 года - помощник художника- декоратора на киностудии Ленфильм.  Прошла путь от художника- декоратора до художника- постановщика. Работала с Виталием Мельниковым  , Владимиром Бортко, Натальей Трощенко, Игорем Вусковичем, Виктором Сергеевым,  Владимиром Светозаровым и многими другими звездами отечественного кинематографа. Дружила с писателем, сценаристом Владимиром Куниным.
Ушла на пенсию во время  развала «Ленфильма» в начале девяностых.
Вместе со вторым мужем Олегом Леонидовичем Макарьевым ,сыном известного режиссёра Леонида Макарьева, переехала жить в дом в Невской Дубровке. Зарабатывала на жизнь шитьем шуб и рукоделием. Помогала дочери с воспитанием внука Василия. До последних дней жизни писала картины и портреты.
Умерла 11 мая 2014 года на 78 году жизни от остановки сердца, похоронена в посёлке Дубровка Ленинградской области.

## Фильмография
- 1970 — Секундомер (ассистент художника)
- 1972 — Здравствуй и прощай (художник по декорациям, совместно с Михаилом Суздаловым)
- 1973 — Я служу на границе (декоратор, совместно с Ларисой Смеловой и Виктором Слоневским)
- 1974 — Ксения, любимая жена Фёдора (художник-постановщик, совместно с Беллой Маневич)
- 1974 — Странные взрослые (художник, совместно с Марксэном Гаухман-Свердловым)
- 1977 — Знак вечности (художник)
- 1978 — Ёжик
- 1978 — Младший научный сотрудник
- 1978 — Ханума (художник телеверсии, совместно с Иосифом Сумбаташвили)
- 1980 — Крик гагары (художник, совместно с Игорем Вусковичем)
- 1981 — Под одним небом (болг. Под едно небе; СССР, Болгария)
- 1982 — Долгая дорога к себе (художник)
- 1982 — За счастьем (художник)
- 1984 — Без семьи (художник)
- 1984 — Перикола (художник-постановщик, совместно с Игорем Вусковичем)
- 1985 — Марица (художник)
- 1986 — Сошедшие с небес